# Barel

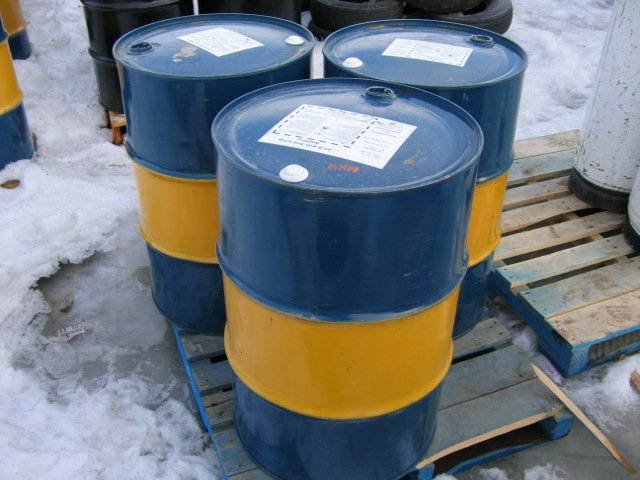
barely

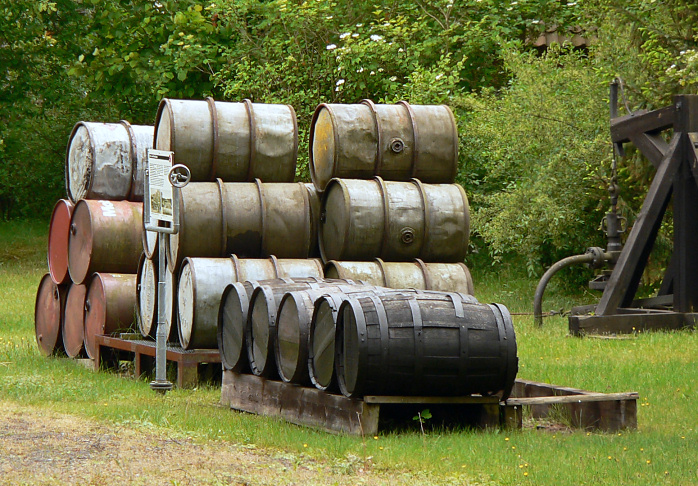
Různé druhy barelů v německém muzeu

Barel (v angličtině barrel) je název několika různých jednotek objemu, nejznámější je tradiční používání této jednotky pro ropu. Název vznikl z anglického slova barrel, které znamená sud (mimo jiné).
Jako zkratka se pro barel používává především bbl, bbl/d pro množství barelů těžených za den a jeho násobky s příslušnými předponami: kbbl - 1000 barelů, Mbbbl - milion barelů a Gbbl miliarda barelů.

## Druhy barelů
Nejčastěji se používají následující:
- Barel ropy (nebo jiné obdobné látky) se značí bbl, 1 bbl = 158,987294928 litrů = 42 amerických galonů.
  - Protože se hustota ropy v závislosti na obsahu rozpuštěných látek pohybuje v rozmezí od 0,61–1,05 a víc g/cm³[1], váží 1 barel ropy v závislosti na druhu ropy přibližně mezi 97 kg a 167 kg.
  - Množství ropy se někdy taky udává v tunách, jedna tuna ropy tak odpovídá přibližně 6–10,3 barelu.

- Barel piva je v Británii roven 36 britským galonům, tzn. 163,65924 litrů.
- Barel piva v USA je roven 31,5 americkým galonům, tzn. 119,240471196 litrů.